# Affluences
Affluences est une entreprise française fondée en 2014 et spécialisée dans la mesure et la communication de l’affluence (taux d’occupation des espaces ou mesure des files d’attente). Elle propose notamment une application mobile, gratuite et sans publicité qui permet de connaître l’affluence en temps réel dans les lieux ouverts au public. Elle est labellisée Proxima mobile depuis le 16 avril 2015.

## Historique
Affluences est créée en 2014 par Paul Bouzol, Grégoire Tabard et Micaël Pais Novo. Paul Bouzol, diplômé de Télécom Lille, avait fait face durant son parcours scolaire à des bibliothèques surchargées. Pour répondre à cette problématique, ils commencent à développer une solution numérique permettant de connaître, en temps réel, la place disponible dans les bibliothèques.
Cette solution est citée par Najat Vallaud-Belkacem dans son plan « Bibliothèques ouvertes » de 2016. Elle fait ainsi écho au rapport rendu en 2015 par la sénatrice Sylvie Robert sur l’adaptation et l’extension des horaires d’ouverture des bibliothèques publiques. 
Le premier partenariat est conclu avec la Bibliothèque publique d’information,. À ce moment, la bibliothèque située au sein du centre Georges Pompidou, était victime de son succès auprès des étudiants, qui devaient parfois attendre plusieurs heures avant de pouvoir s’installer pour travailler. La Bpi choisit alors d’accueillir pendant un an au sein de ses bureaux la start-up pour travailler ensemble au développement de nouveaux services. Grâce au succès de ce premier partenariat, d’autres bibliothèques parisiennes ont fait appel à Affluences dès le début de l’année 2015, telles que la bibliothèque nationale de France (BnF) ou les bibliothèques universitaires de l’université Paris-Sorbonne. 
Affluences est la première startup hébergée par la BnF.
À l’été 2016, Affluences est sollicité par d’autres établissements culturels et conclut des partenariats avec le musée d’Orsay puis le musée du Louvre et la Cité des Sciences et de l’Industrie... Un an plus tard, le développement d’Affluences pour le tourisme connaît une accélération grâce à l’appel à projet « Service numérique innovant » du Ministère de la Culture remporté avec le musée d’Archéologie nationale et en 2018, les visiteurs ont accès à une trentaine de sites culturels et touristiques dans toute la France,. 
Dans cette perspective, la start-up reçoit plusieurs prix qui viennent vérifier ce besoin dans le secteur du tourisme : prix Sitem Start-up contest et Ifcic / Entreprendre dans la Culture. 
D’autres secteurs sont également développés comme les restaurants universitaires ou encore les transports. En 2018, elle participe, par exemple, au prix Data City organisé par la Mairie de Paris et NUMA.